# 女子力向上カツドウキロク
『女子力向上カツドウキロク』（じょしりょくこうじょうカツドウキロク）は、大塚志郎による日本の漫画作品。『月刊キスカ』（竹書房）にて、2014年2月号から2015年2月号まで連載された。単行本は全2巻。話数表記は「○リョクメ」。
女子校生3人が女子力を上げようといろいろなことを実行しては良くなったり悪くなったりし、また、その実行しているサマが残念に見えたりする学園漫画作品。

## あらすじ
高校入学から半年。内木ナオコは「うだつの上がらない」と感じる女子校生ライフを送っていたが、その原因に「女子力が足りない」ことであると確信し、親友の妹尾チエ、飾間ソラと共に女子力を上げることに奮闘していく。

## 登場人物
内木ナオコ（うちき ナオコ）
本作の主人公。高校1年生。黒髪のロングヘアーが特徴の少女。高校入学から半年経った折に「女子力が足りない」ことを確信し、チエとソラと共に女子力を上げようと奮闘する。自身の容姿には自信がない根暗な性格で、鏡に映った自分の顔を見て吐き気を催すほどの重症である。
妹尾チエ（せのお チエ）
高校1年生。内ハネのショートヘアーが特徴の少女。自分が優れていると思い込んでいる傲慢な性格で、他人を見下している上に毒舌。一方、面倒見がよく、ナオコ、ソラのフォローに回ることもある。
飾間ソラ（かざま ソラ）
高校1年生。金髪のポニーテールが特徴の少女。厚化粧で日焼けのギャルのような格好であるため、チエからビッチ呼ばわりされているが、根は純情。

## 書誌情報
- 大塚志郎 『女子力向上カツドウキロク』 竹書房〈バンブーコミックス〉、全2巻
  1. 2014年8月21日発行（2014年8月7日発売[2]）、ISBN 978-4-8124-8758-7
  2. 2015年5月21日発行（2015年5月7日発売[3]）、ISBN 978-4-8019-5256-0